# Klogöl (Kristdala socken, Småland)
Klogöl är en sjö i Oskarshamns kommun i Småland och ingår i Viråns huvudavrinningsområde.